# IC 360
IC 360 ist ein Emissionsnebel im Sternbild Taurus auf der Ekliptik. Das Objekt ist ein Teil des äußeren Plejadennebels und wurde im Jahre 1893 vom US-amerikanischen Astronomen Edward Barnard entdeckt.